# Indelebile (Gianni Celeste)
Indelebile è un album del cantante siciliano Gianni Celeste, cantato in lingua napoletana, pubblicato nel 2005.

## Tracce
1. Se non è amore
2. Noi vittime
3. Dalle otto alle nove
4. Sulo 'n'ata vota
5. Per lei
6. Cosa resta del cuore
7. Anima
8. Dint'all'ombra
9. Si 'o paraviso
10. 'A primma vota